# Borniola powelli
Borniola powelli är en musselart som beskrevs av Crozier 1966. Borniola powelli ingår i släktet Borniola och familjen Lasaeidae. Inga underarter finns listade i Catalogue of Life.